# Veleslavín (zámek)
Zámek Veleslavín je barokní budova nacházející se v pražské čtvrti Veleslavín (Veleslavínská čp. 1). Zámecký areál tvoří 6 zděných objektů se zahradou a parkem na pozemcích mezi ulicemi Nad hradním potokem, Veleslavínská, U zámečku a Adamova, přirozenou východní hranici tvoří Hradní potok.
Areál je chráněn jako kulturní památka České republiky, v současnosti (2023) je pustý, uzamčený a nachází se v majetku Úřadu pro zastupování státu ve věcech majetkových. Od počátku 20. století do roku 2018 sloužil převážně zdravotnictví a pronájmům. V roce 2019 byl na krátký čas otevřen park, nazývaný komunitní zahrada.

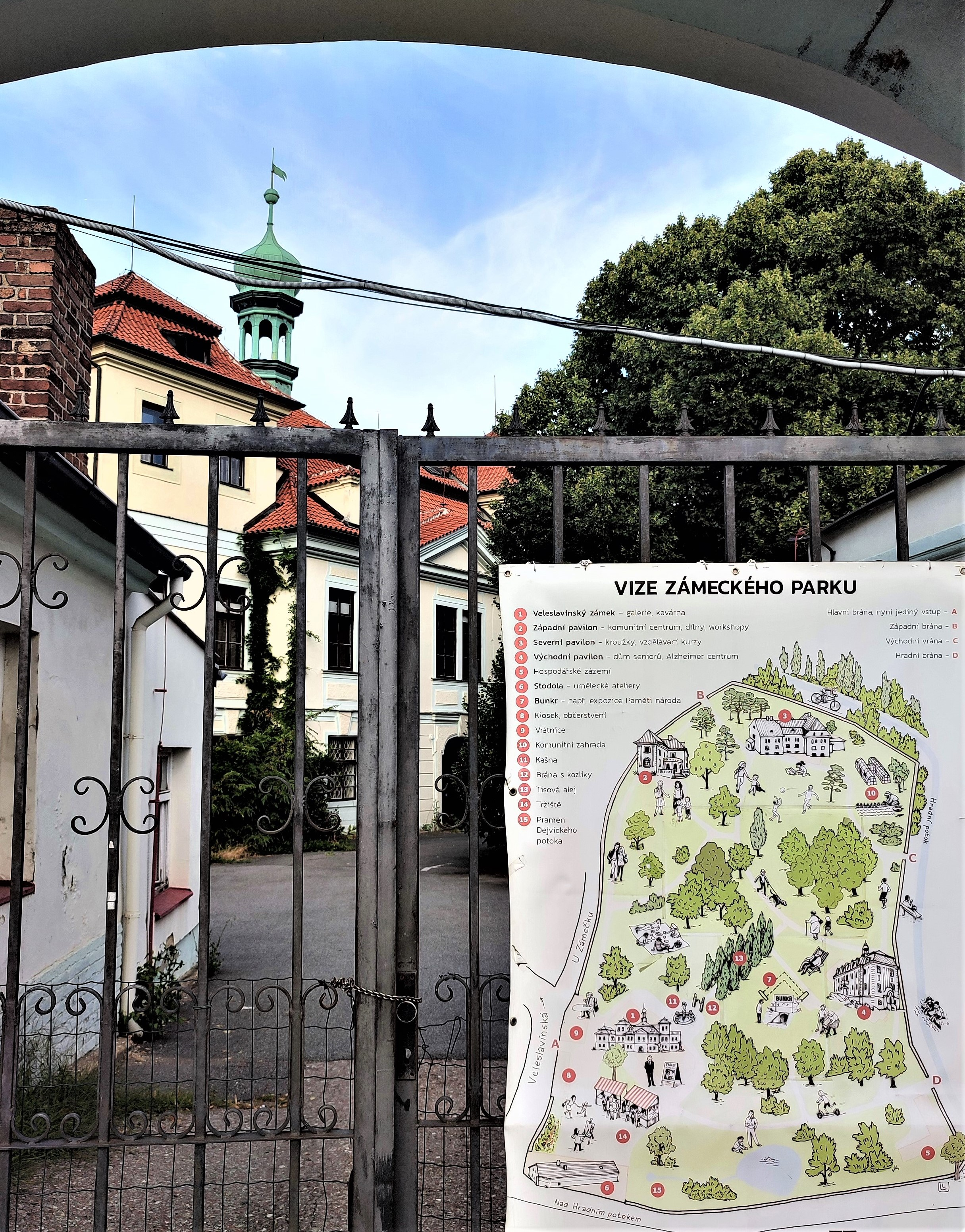
Plán na rekonstrukci areálu na bráně zámku (2023)

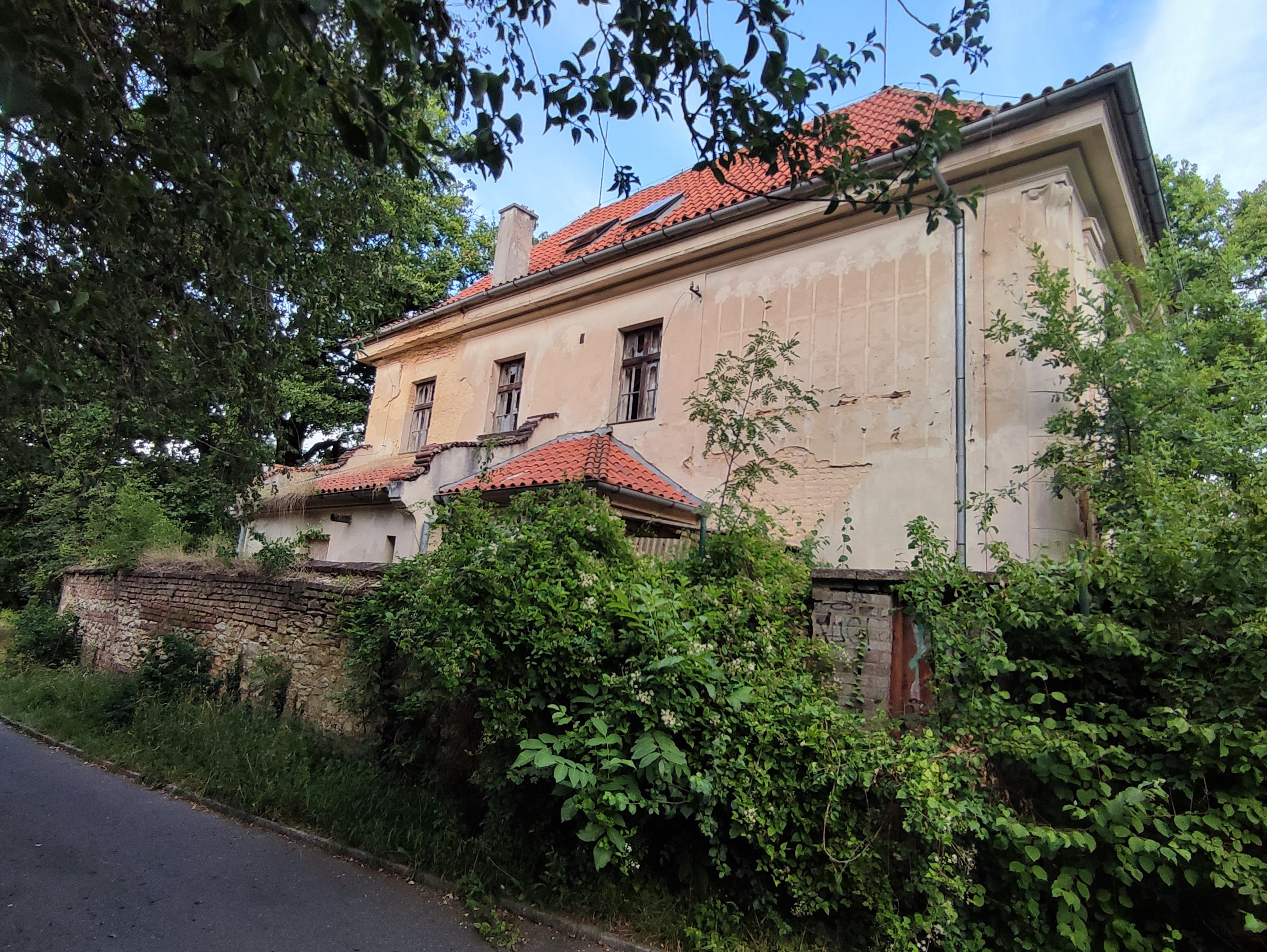
Západní pavilón

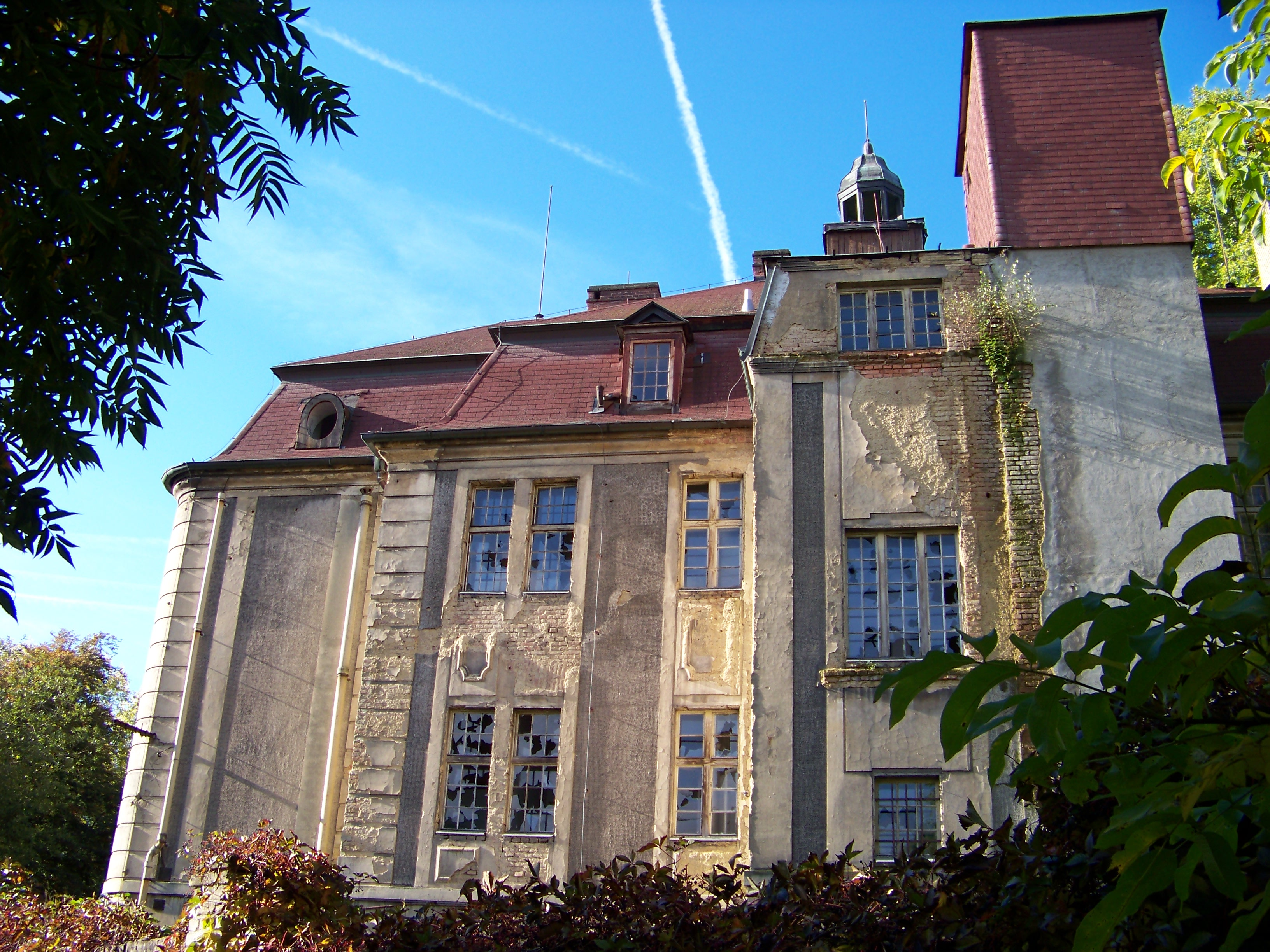
Východní pavilón čp. 139 z jihu

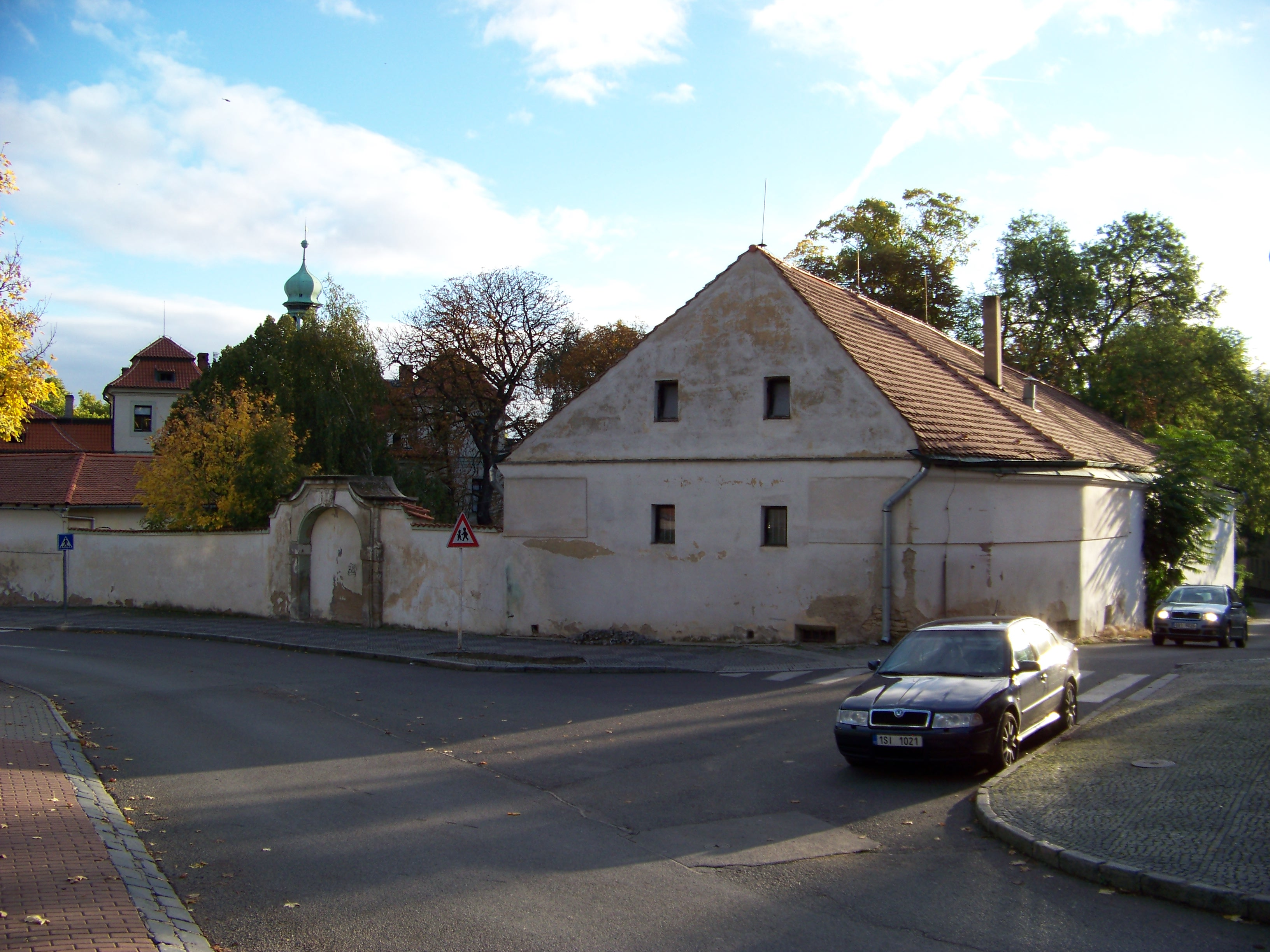
Stodola při pohledu z křižovatky ulic Veleslavínská a Nad hradním potokem

## Historie
Objekt čp. 1 byl po staletí středem a součástí vsi s pozemky Břevnovského kláštera. Ve falzu zakládací listiny, hlásící se k roku 993, byl poprvé zmíněn písemně. Benediktini jej pronajímali jako poplužní dvůr. Roku 1420 po husitském útoku Pražané ves ovládli a v majetku různých měšťanů zůstala do 16. století, kdy připadla pražskému purkrabství. Jednu z usedlostí (v nové době nazývanou severní pavilon) v 16. století vlastnil Štěpán Adam z Veleslavína, jeho syn a nakladatel Daniel Adam z Veleslavína, se zde narodil a rodina se podle vsi zvolila přídomek.
Barokní zámek byl vybudován ve 2. čtvrtině 18. století, pravděpodobně mezi roky 1730–1750. Autorem plánů mohl být podle E. Pocheho Kilián Ignác Dientzenhofer. Objednavatel není přímo doložen, majitelkou panství byla císařovna Alžběta Kristýna Brunšvicko-Wolfenbüttelská, matka Marie Terezie, což může potvrzovat volbu architekta Dientzenhofera, který tehdy sloužil jako architekt císařského stavebního úřadu na Pražském hradě.
Za pruského obléhání Prahy v roce 1763 v objektu bydlelo velení vojska, snad polní maršál James Keith, podle nedoložené domněnky dokonce pruský král Fridrich II.
V 70.-80. letech 19. století dvůr s jedním z pavilónů vlastnila a obývala rodina statkáře Leopolda Dostala, nejméně od roku 1874, kdy se vlastnictví zmiňuje při křtu syna. Narodily se zde také další děti Dostalových, například v roce 1879 budoucí herečka Leopolda Dostalová. V 80. letech zámeček zakoupila baronka Emilie Marie von Oesterén, rozená Fuchsová (1851–1919), německo-maďarská Židovka, a obývala jej se synem, budoucím spisovatelem Fridrichem Wernerem von Oesterén (1874-1953) a jeho milenkou. Hostem u nich byl opakovaně básník Rainer Maria Rilke. Na konci 19. století byly hospodářské budovy zbourány.

## Soukromé sanatorium
Na začátku 20. století (1912) byl zámek rozšířen o krátká novobarokní křídla. V roce 1910 zámeček od baronky Oesterénové zakoupili bratranci MUDr. Leo Kosák (1874–1944) a MUDr. Oskar Fischer (1876–1942), kteří zde zřídili soukromé sanatorium pro choroby nervové a plicní. Léčila se v něm mj. Charlotta Garrigue-Masaryková, závislost na morfiu si zde léčila Milena Jesenská a syfilis si vyléčil architekt Adolf Loos.
Přilehlé pozemky o výměře 13,17 hektaru přešly po pozemkové reformě do majetku města Prahy
Dne 21. 3. 1939 přepsal MUDr. Oskar Fischer svoji polovinu zámku na manželku, která nebyla židovka. I přesto nacisté celý objekt vyvlastnili pro Auswanderungsfond für Böhmen und Mähren. Oba majitelé byli v létě 1941 zatčeni gestapem a přinuceni uzavřít nevýhodnou kupní smlouvu, po své deportaci do ghetta Terezín Fischer zemřel v únoru 1942, Kosák zahynul v říjnu roku 1944 v Osvětimi.

## Zámek v letech 1945-2018
V roce 1946 požádal Viktor Kosák neúspěšně o navrácení majetku. Ten byl nakonec v roce 1951 převeden na Československý stát. V areálu sídlila státní pneumologická klinika, která byla po roce 1989 přemístěna do FN Motol. Od konce 90. let zámek sloužil nadále zdravotním účelům, kdy v něm sídlila soukromá klinika Canadian Medical Care, která poskytovala široké služby v oblasti zdravotnictví, od praktických lékařů až po specialisty.

## Plán obnovy 2019–2023
Zámecký areál je v majetku ÚZSVM. Pozemky včetně staveb a ohradních zdí jsou součástí nemovité kulturní památky číslo rejstříku 40548 /1 - 1527). Opakovaná nabídka pronájmu investorům určuje účel budovu zámečku a pavilónů pouze k zdravotnickým účelům, stodolu, vrátnici a kuchyni také pro administrativu nebo sklad.

## Možný prodej
V září 2024 oznámil Úřad pro zastupování státu ve věcech majetkových pokus o prodej zámku. Prodej bude uskutečněn pomocí elektronické aukce, která se uskuteční 27. a 28. listopadu, vyvolávací cena je 580 milionů Kč. Praha 6 bude mít možnost konečnou částku dorovnat. Praha má zámek zapůjčený do srpna 2025.
Areál sestává ze šesti zděných budov, které jsou na plánku obnovy označeny čísly:
- Vrátnice čp. 140 je patrová stavba vlevo od barokní vstupní brány, s přístavbou ze 20. století. V podkroví byly kanceláře a sklady, přízemí sloužilo naposledy v letech 2019-2021 jako očkovací Covid centrum.
- Zámeček čp. 1 (parcela č. 138) je tříkřídlá budova o dvou nadzemních podlažích s podkrovím a půdou je podsklepená. Střední část budovy je barokní, postranní křídla novobarokní. V suterénu se nachází výměník a sklady, v přízemí kancelářské prostory, recepce a bývalé ordinace lékařů. V prvním patře byly posluchárny a ordinace lékařů. V podkroví vznikla kancelář, šatna a sklady. V objektu se dochovaly fragmenty hodnotného mobiliáře z 1. třetiny 20. století (dvoje kachlová kamna, dva lustry, dřevěné obložení stěn) a barokní kamenné konzoly. Zámek je dálkově vytápěn.[9]
- Západní pavilón čp. 84 (2) je dvoupodlažní budova se stopami štukové dekorace na západní fasádě, v roce 2023 zcela zpustlá, ale s novou střechou.
- Severní pavilón čp. 83 (3)
- Východní pavilón čp. 139 (4) barokní patrová stavba s věžičkou, krytou lucernou; na plánu označena Dům seniorů, Alzheimer centrum; novodobá přístavba kuchyně kliniky byla v roce 2004 adaptována pro kanceláře, sloužila do roku 2018.
- Stodola (6) (parcela č. 140) je jednopatrová stavba se sedlovou střechou. Sloužila jako skladiště, také pro administrativu. Na západní ohradní zdi je zazděná barokní brána původního vchodu.
- Zeď Celý zámecký areál je obehnán zdí z lomového opukového zdiva, místy střídaného s cihlami. Je ve špatném stavu, na několika místech byly prolomené úseky provizorně zajištěny ostnatým drátem.[9]
- Park má několik desítek vzrostlých listnatých stromů, keře a původní síť cest z doby sanatoria, místy pokrytou asfaltem a vybavenou sloupy s elektrickým osvětlením, jež v roce 2023 nefungovalo.